# Construction Time Again
Construction Time Again (en español, Tiempo de construcción otra vez) es el tercer álbum del grupo inglés de música electrónica, Depeche Mode (Alan Wilder, David Gahan, Martin Gore, Andrew Fletcher), producido y publicado en 1983.
Fue producido por el grupo y Daniel Miller. La mayoría de los temas fueron escritos por Martin Gore, excepto «Two Minute Warning» y «The Landscape is Changing» que fueron escritos por Alan Wilder.
Es el único álbum conceptual de Depeche Mode, el concepto de que trata es el socialismo.
Con motivo del disco, Depeche Mode realizó durante 1983-84 la gira Construction Tour.
El título Construction Time Again fue tomado de la letra de la canción Pipeline.

## Listado de canciones
El álbum apareció en tres formatos, el estándar en disco de vinilo, en casete de cinta magnética de audio y por último en disco compacto. Posteriormente y en la actualidad se encuentra en streaming.
Edición en LP
| Lado A |                     |          |  |
| N.º    | Título              | Duración |  |
| 1.     | «Love, in Itself»   | 4:27     |  |
| 2.     | «More Than a Party» | 4:30     |  |
| 3.     | «Pipeline»          | 6:08     |  |
| 4.     | «Everything Counts» | 4:24     |  |

| Lado B |                                                          |          |  |
| N.º    | Título                                                   | Duración |  |
| 1.     | «Two Minute Warning»                                     | 4:10     |  |
| 2.     | «Shame»                                                  | 3:50     |  |
| 3.     | «The Landscape is Changing»                              | 4:46     |  |
| 4.     | «Told You So»                                            | 4:25     |  |
| 5.     | «And Then» (contiene oculto Everything Counts [Reprise]) | 5:40     |  |

Edición americana en CD
Apareció hasta 1987, ésta contiene adicionalmente la versión larga del tema más exitoso de la colección.

| Construction Time Again |                                                          |          |  |
| N.º                     | Título                                                   | Duración |  |
| 1.                      | «Love, in Itself»                                        | 4:27     |  |
| 2.                      | «More Than a Party»                                      | 4:30     |  |
| 3.                      | «Pipeline»                                               | 6:08     |  |
| 4.                      | «Everything Counts»                                      | 4:24     |  |
| 5.                      | «Two Minute Warning»                                     | 4:10     |  |
| 6.                      | «Shame»                                                  | 3:50     |  |
| 7.                      | «The Landscape is Changing»                              | 4:46     |  |
| 8.                      | «Told You So»                                            | 4:26     |  |
| 9.                      | «And Then» (contiene oculto Everything Counts [Reprise]) | 5:40     |  |
| 10.                     | «Everything Counts» (In Larger Amounts)                  | 7:31     |  |

Edición europea en CD
Apareció hasta 1989, es reproducción de la versión original en LP.

| Construction Time Again |                               |          |  |
| N.º                     | Título                        | Duración |  |
| 1.                      | «Love, in Itself»             | 4:27     |  |
| 2.                      | «More Than a Party»           | 4:30     |  |
| 3.                      | «Pipeline»                    | 6:08     |  |
| 4.                      | «Everything Counts»           | 4:24     |  |
| 5.                      | «Two Minute Warning»          | 4:10     |  |
| 6.                      | «Shame»                       | 3:50     |  |
| 7.                      | «The Landscape is Changing»   | 4:46     |  |
| 8.                      | «Told You So»                 | 4:26     |  |
| 9.                      | «And Then»                    | 4:36     |  |
| 10.                     | «Everything Counts» (Reprise) | 1:05     |  |

Edición en casete
La edición europea en casete reproduce el contenido del LP para esa región del mundo, la americana contiene los diez temas de la versión en CD para ese lado del globo. Actualmente esta edición como el formato ya no se encuentra disponible.

## Créditos
Martin Gore - sintetizadores, guitarra, melódica, flauta dulce y segunda voz; además canta el tema «Pipeline».
David Gahan - voz principal, excepto «Everything Counts» y «Shame» que canta junto con Gore.
Alan Wilder - sintetizadores, piano, arreglos, producción y programación.
Andrew Fletcher - sintetizador, segunda voz en «Pipeline», «Told You So» y en «And Then...».
Daniel Miller - producción.
Gareth Jones - masterización e ingeniería.
Corinne Simcock - asistente de ingeniería en «Two Minute Warning».
Brian Griffin - fotografía de portada.
Martyn Atkins - diseño.
Ian Wright - ilustraciones.

## Sencillos
- Everything Counts
- Love, in Itself (solo en Europa)

La versión de «Love, in Itself» como sencillo en 7 pulgadas es ligeramente distinta a la del álbum; además de que es un poco más corta los estribillos se oyen con efecto de eco; en su edición en disco sencillo en 7 pulgadas aparece además con el título «Love in Itself • 2», mientras la versión en 12 pulgadas, en una mezcla de larga duración, consecuentemente se titula «Love in Itself • 3».
Hubo ediciones promocionales de «Told You So» como sencillo en vinilo de 7 pulgadas solo en España durante el curso de la gira por aquel país.
 De cualquier modo, el disco aparece siempre solo con dos sencillos.
Lados B
Los temas que originalmente quedaron fuera del álbum Construction Time Again y aparecieron como lados B de los sencillos fueron «Work Hard» que compusieron Martin Gore y Alan Wilder, y «Fools» que fue compuesto solo por Wilder.
«Work Hard» se incluyó en el EP de 1984 exclusivo para América People Are People, mientras «Fools» está disponible solo en el disco sencillo «Love, in Itself».
Del sencillo que quedó fuera del álbum, «Get the Balance Right!», se incluyó como lado B el instrumental «The Great Outdoors!», compuesto por Martin Gore y Alan Wilder, el cual, como dato, fue la primera aportación creativa de Wilder a DM.

## Edición 2007
En 2007 el álbum Construction Time Again se reeditó con todo el contenido de la edición original, lados B y canciones que originalmente quedaron fuera, en ediciones para formato de SACD y DVD, como parte de la reedición de todos los álbumes anteriores a Playing the Angel de 2005.
La reedición consistió en empatar todos los álbumes previos con Playing the Angel, el cual fue lanzado en dos ediciones, una normal solo con el disco y otra acompañada de un DVD, y al igual que este la reedición americana contiene el álbum Construction Time Again en CD acompañado del DVD mientras en la reedición europea aparece en formato SACD junto con el DVD, de cualquier modo el contenido en ambas ediciones es el mismo.
Adicionalmente el álbum se reeditó en su versión de CD, así como en disco de vinilo en ambos lados del mundo.

| Disco uno, SACD/CD |                               |          |  |
| N.º                | Título                        | Duración |  |
| 1.                 | «Love, in Itself»             | 4:29     |  |
| 2.                 | «More Than a Party»           | 4:45     |  |
| 3.                 | «Pipeline»                    | 5:54     |  |
| 4.                 | «Everything Counts»           | 4:19     |  |
| 5.                 | «Two Minute Warning»          | 4:13     |  |
| 6.                 | «Shame»                       | 3:50     |  |
| 7.                 | «The Landscape is Changing»   | 4:47     |  |
| 8.                 | «Told You So»                 | 4:24     |  |
| 9.                 | «And Then…»                   | 4:34     |  |
| 10.                | «Everything Counts» (Reprise) | 0:59     |  |

| Disco dos, DVD |                                                                                 |          |  |
| N.º            | Título                                                                          | Duración |  |
| 1.             | «Depeche Mode 1983» (Teenagers, Growing up, Bad Government, and all that Stuff) | 38:56    |  |
| 2.             | «Love, in Itself»                                                               | 4:29     |  |
| 3.             | «More Than a Party»                                                             | 4:45     |  |
| 4.             | «Pipeline»                                                                      | 5:54     |  |
| 5.             | «Everything Counts»                                                             | 4:19     |  |
| 6.             | «Two Minute Warning»                                                            | 4:13     |  |
| 7.             | «Shame»                                                                         | 3:50     |  |
| 8.             | «The Landscape is Changing»                                                     | 4:47     |  |
| 9.             | «Told You So»                                                                   | 4:24     |  |
| 10.            | «And Then…»                                                                     | 4:34     |  |
| 11.            | «Everything Counts» (Reprise)                                                   | 0:59     |  |
| 12.            | «Get the Balance Right!»                                                        | 3:17     |  |
| 13.            | «The Great Outdoors!»                                                           | 5:04     |  |
| 14.            | «Work Hard»                                                                     | 4:24     |  |
| 15.            | «Fools»                                                                         | 4:17     |  |
| 16.            | «Get the Balance Right!» (Combination Mix)                                      | 8:01     |  |
| 17.            | «Everything Counts» (In Larger Amounts)                                         | 7:22     |  |
| 18.            | «Love, in Itself.4» (The Lounge Version)                                        | 4:40     |  |

## The 12" Singles
Es una colección iniciada en 2018, con Speak & Spell y A Broken Frame, de todos los sencillos de DM, por álbum, en estricto orden cronológico, presentados en ediciones de lujo en formato de 12 pulgadas, que continuó ese mismo año con Construction Time Again y Some Great Reward, pero éstos presentados en seis discos.
Pese a que la colección es en discos de 12 pulgadas, también se publicó y está disponible en streaming.
Get the Balance Right!
| Lado A |                                            |          |  |
| N.º    | Título                                     | Duración |  |
| 1.     | «Get the Balance Right!» (Combination Mix) | 7:52     |  |

| Lado B |                               |          |  |
| N.º    | Título                        | Duración |  |
| 1.     | «The Great Outdoors!»         | 4:58     |  |
| 2.     | «Tora! Tora! Tora!» (en vivo) | 4:13     |  |

Get the Balance Right!
| Lado C, estudio |                                         |          |  |
| N.º             | Título                                  | Duración |  |
| 1.              | «Get the Balance Right!» (Original Mix) | 3:12     |  |

| Lado D, en vivo |                               |          |  |
| N.º             | Título                        | Duración |  |
| 1.              | «My Secret Garden» (en vivo)  | 7:29     |  |
| 2.              | «See You» (en vivo)           | 4:10     |  |
| 3.              | «Satellite» (en vivo)         | 4:28     |  |
| 4.              | «Tora! Tora! Tora!» (en vivo) | 4:13     |  |

Everything Counts
| Lado E |                                         |          |  |
| N.º    | Título                                  | Duración |  |
| 1.     | «Everything Counts» (In Larger Amounts) | 7:19     |  |

| Lado F |                              |          |  |
| N.º    | Título                       | Duración |  |
| 1.     | «Work Hard» (East End Remix) | 6:59     |  |

Everything Counts
| Lado G, estudio |                                                      |          |  |
| N.º             | Título                                               | Duración |  |
| 1.              | «Everything Counts» (versión original en 7 pulgadas) | 4:20     |  |

| Lado H, en vivo |                                 |          |  |
| N.º             | Título                          | Duración |  |
| 1.              | «New Life» (en vivo)            | 4:12     |  |
| 2.              | «Boys Say Go!» (en vivo)        | 2:36     |  |
| 3.              | «Nothing to Fear» (en vivo)     | 4:28     |  |
| 4.              | «The Meaning of Love» (en vivo) | 3:16     |  |

Love, in Itself
| Lado I |                       |          |  |
| N.º    | Título                | Duración |  |
| 1.     | «Love, in Itself • 3» | 7:12     |  |

| Lado J |                       |          |  |
| N.º    | Título                | Duración |  |
| 1.     | «Fools» (Bigger)      | 7:37     |  |
| 2.     | «Love, in Itself • 4» | 4:35     |  |

Love, in Itself
| Lado K, estudio |                                                        |          |  |
| N.º             | Título                                                 | Duración |  |
| 1.              | «Love, in Itself • 2» (versión original en 7 pulgadas) | 4:17     |  |

| Lado L, en vivo |                                   |          |  |
| N.º             | Título                            | Duración |  |
| 1.              | «Just Can't Get Enough» (en vivo) | 5:35     |  |
| 2.              | «A Photograph of You» (en vivo)   | 3:27     |  |
| 3.              | «Shout!» (en vivo)                | 4:49     |  |
| 4.              | «Photographic» (en vivo)          | 3:48     |  |

## Datos
- El fragmento de la versión larga de Everything Counts de nombre Reprise no aparece acreditado en la edición americana en CD del disco. En aquella es un tema oculto, pues se encuentra grabado en la misma pista de And Then....
- Las tres primeras canciones, Love, In Itself, More Than A Party y Pipeline, están continuadas entre sí como si fueran una sola pieza del álbum; en este caso están ligadas por el sonido del paso de un tren. Two Minute Warning, Shame y The Landscape is Changing también están continuadas entre sí, aunque muy discretamente.
- La foto de portada luce la montaña Cervino en Suiza, con un hombre en primer plano de perfil a punto de golpear con un gran mazo.
- En realidad, fue el primer disco de DM coproducido también por Gareth Jones, quien, sin embargo, no apareció acreditado como tal.
- La banda argentina de punk, 2 Minutos tomó su nombre del tema Two Minute Warning de esta colección de DM.

Es el primer disco en el cual Alan Wilder aparece como miembro del grupo y el cambio en el sonido fue evidente, pues desde ese momento se encargó de buena parte de la producción de las canciones. El disco se caracteriza además por su tendencia a la Música industrial y por ser precursor del uso de sampleos, como puede oírse al inicio de Everything Counts.
El sonido resultó más definido que el del anterior álbum de Depeche Mode, Alan Wilder se integró al grupo aportando dos temas al disco que resultan incluso más electrónicos que el resto de las canciones. Martin Gore continuó siendo el compositor principal de DM con Wilder como arreglista de sus canciones, pero aun así se elogió la mejora de Gore como músico sobre todo gracias a la exitosa Everything Counts.
Por otra parte, fue un experimento de álbum conceptual, en este caso con una temática acerca del socialismo y del totalitarismo, pero en ese sentido es un experimento logrado a medias pues como concepto al disco le faltó cohesión, lo cual llevó a los propios integrantes del grupo a decir que todavía fue un poco pretencioso, prueba de ello es que no volvieron a intentar hacer otro álbum así.
La idea para esto fue que en aquella época, aun después de dos discos, Depeche Mode no tenía un contrato formal con Mute, lo cual primeramente inspiró Everything Counts, el más sólido en cuanto a denunciar y satirizar (después de todo es un tema bailable) las prácticas mercantilistas de las grandes y medianas compañías disqueras.
Uno de los factores determinantes en el cambio de sonido en Construction Time Again fue Gareth Jones, quien llegó para encargarse de la ingeniería del disco. El álbum se grabó en el famoso estudio The Garden del artífice del techno John Foxx (de Ultravox) y luego el mismo Jones recomendó trasladarse a Berlín para mezclarlo. En adelante, la presencia de Jones sería fundamental para darle a Depeche Mode su característico sonido, pues también coprodujo los dos álbumes que siguieron a Construction Time Again y varios años después volvió como ingeniero del álbum Exciter en 2001.
Los dos primeros álbumes de DM fueron producidos solo por ellos y Daniel Miller pero ya trabajando también con Jones los resultados fueron todo lo singulares que los logros del disco en cuanto a público y crítica avalan. Sin embargo, en Construction Time Again, Jones apareció acreditado solo como "Tonmeister", algo así como Masterizador, aunque en la práctica fue en realidad coproductor del material.
Del impacto provocado por el álbum Construction Time Again en la trayectoria de Depeche Mode generalmente se hace un especial hincapié en que fue el disco que sentó las bases de todo su sonido posterior, lo cual no es completamente cierto. El álbum es en realidad el más industrial de todos los que han realizado y de hecho el menos pop, lo cual sí caracteriza a los álbumes siguientes. En suma, el disco es bastante singular, aun para Depeche Mode.
También normalmente se menciona que fue el primer álbum de DM con tendencia gótica, lo cual de plano no es cierto, el único que se aproximaría a ello es More Than a Party, aunque de modo distantey muy incipiente. El disco tiene las líricas más pretenciosas al hablar sobre desencanto, materialismo, situaciones sociopolíticas, guerra nuclear y hasta deterioro ambiental, pero no hay nada que se acerque siquiera a los estándares del gótico que en aquella época era un movimiento todavía recientemente descubierto; Depeche Mode cambiaría su tendencia un poco más adelante, no en Construction Time Again.
La importancia del material realmente fue que en él Depeche Mode tomó su correcta forma, la que habría de hacerlos famosos, con cada integrante haciendo lo que les correspondería en adelante, David Gahan como imagen característica del grupo distinguiéndolo de los demás y convirtiéndose por sí solo en una influencia del Techno con su voz grave y nasal, Martin Gore como motor creativo y todo el tiempo como omnipresente segunda voz, Alan Wilder como incansable perfeccionista de la musicalización de los temas y Andrew Fletcher como el eterno acompañante siempre redondeando de algún discreto modo las canciones.
Otro detalle. Las canciones Photographic, Dreaming of Me y See You precedieron álbumes en los que eventualmente fueron incluidas, el caso de Construction Time Again estuvo precedido por el desangelado sencillo Get the Balance Right! que por su misma pobre respuesta no fue incluido en el álbum, dejándolo únicamente con dos sencillos.

## Canción por canción
Love, in Itself abre el concepto del disco tratando el tema en su vertiente del materialismo; además fue seleccionada como el segundo promocional del mismo, si bien con los años fue perdiendo un poco de fuerza entre los seguidores del grupo. La letra habla sobre el amor a las cosas materiales, como indica en el título. El tema no es el más fuerte del álbum, aunque sí muy rítmico mezclando sonidos varios desde trompetas, cuerdas y hasta piano.
More Than a Party fue el primer tema vertiginoso de Depeche Mode, lo cual distinguiría éxitos de álbumes posteriores como Some Great Reward de 1984, Black Celebration de 1986 y hasta Songs of Faith and Devotion de 1993, aunque este no alcanzaría a convertirse en clásico. Consiste de sonidos industriales que van haciéndose cada vez más rápidos, una letra más bien sugerente, así como el teclado grave y presuroso de Wilder dándole a la canción su forma principal.
Pipeline fue el tema más experimental del álbum, y el único cantado por Martin Gore. En realidad es la recopilación de un montón de sonidos capturados en los lugares más inusuales, revelaría el propio Andy Fletcher, como estaciones de tren, carreteras y construcciones. Si bien industrial, la canción es esencialmente una función minimalista, pues los sonidos son en general muy acompasados, sin efectos fuertes ni muy agresivos, además hay acompañamiento de voces guturales, lo cual la vuelve una función un poco extravagante.
Everything Counts fue calificada por la crítica como una de las canciones más duras de ese año en el Reino Unido. Planteada como una sátira contra las grandes compañías disqueras y sus prácticas mercantilistas, el tema está inspirado sencillamente en la propia experiencia de Depeche Mode con Mute, la cual les produjo sus primeros discos sin contrato de por medio, quedándose con la mitad de las ganancias netas, y promocionándolos prácticamente solo en Europa. Al respecto los propios integrantes llegarían a decir que ellos eran jóvenes e inocentes, así que cuando recibieron la oferta de Mute para producirles sus primeros materiales no pensaron en establecer relaciones más formales. Como sea, el tema fue uno de sus primeros grandes éxitos, el cual además replanteaba su sonido como banda de música electrónica burlándose de su propia situación, demostrando con ello que las líricas de Martin Gore no tenían que ser siempre sobre relaciones sentimentales o poemas oníricos, sino arriesgados experimentos musicalizados con ritmos industriales y sonidos pregrabados en cualquier parte. En cuanto el concepto del disco, el tema trata sobre el empoderamiento de unos pocos.
Two Minute Warning es la primera aportación de Alan Wilder al álbum. La canción continúa el concepto del disco hablando sobre la Guerra Nuclear, tema aun patente en aquella época en la cual prevalecía la Guerra Fría. Ciertamente es un tema algo menos industrial que las canciones de Gore y opta más por la electrónica tradicional, lo cual revelaba el interés de Wilder por el género en su sentido más purista.
Shame es por mucho el tema menos logrado del álbum, hecho como función minimalista que intercala sonidos industriales, es una especie de intermedio en el disco. Es el tema más olvidado de la colección y algunos piensan que hubiese sido mejor incluir en su lugar la canción Work Hard que aparecería como lado B de Everything Counts, la cual conserva más el espíritu industrial de Costruction Time Again. Irónicamente, en cuanto concepto del álbum este tema es el único que le da cierta cohesión, pues es un intermedio al discurso, un "respiro" como su propio nombre indica, sin embargo, la falta de concreción de todos los temas en conjunto relegaron su posible trascendencia.
The Landscape is Changing es la segunda canción de Alan Wilder y mantiene la forma de la primera, aunque más comprometida con el sonido industrial del disco, si bien es muy electro en su forma principal. El tema habla sobre el deterioro ambiental, lo cual también la vuelve una canción muy crítica. El estilo de este tema influiría el sencillo "Stylo" de Gorillaz en 2010.
Told You So es otro tema bailable del álbum un poco parecido a Everything Counts, aunque no tan fuerte en su planteamiento lírico. La canción utiliza un sampleo duro acompañado de sonidos industriales e incluso el teclado grave de Wilder.
And Then... como cierre es un tema de sonido más bien tristón, lo cual como otros del disco también sentaría las bases del trabajo posterior de Depeche Mode para hacer canciones mucho más melancólicas. La canción trata sobre la depresión económica, tema vigente en la Inglaterra de aquellos años debido a la política interna de la primera ministra Margaret Thatcher.
Work Hard, es un tema agresivo en sus sonidos, con una melodía que se vuelve siniestra por momentos al comenzar a destacar la notación siempre grave de Wilder en los teclados, que señala el trabajo excesivo al que se somete el ser humano. El tema se llena de sonidos varios como los demás que componen la colección, en el caso lo que suenan como teclas de una máquina de escribir, ruidos acompasados, golpeteo de metales y la mecanización del ser humano para subsistir, esforzarse por conseguir algo, muy de acuerdo con el discurso socialista del álbum. Un tema pleno de experimentación que logró una melodía con el conjunto de todos sus peculiares elementos.
Fools es una suerte de balada industrial sentada sobre un sonido industrial más o menos recargado que satiriza las propias relaciones humanas en tono de discurso solemne. La efectividad del tema radica en la melodía creada con los elementos electrónicos industriales y el juego coral y de voces; era una especie de divertimento como los otros con los que experimentaba Alan Wilder en estas, sus primeras composiciones.
Get the Balance Right! es el tema inmediatamente previo a la colección Construction Time Again, en que no se perciben aún los elementos industriales que comenzarían a distinguir el sonido del grupo. Está realizado en forma de experimentación con los elementos electrónicos, además de que era el primero en que aparecían de nuevo como un cuarteto. La letra terminó siendo algo en general poco logrado con una historia sobre educación, pero la música se pudo considerar como algo más interesante al aprovechar todos los elementos disponibles para construir un tema electrónico, si bien no llega realmente a nada, solo a aportar una buena melodía.
The Great Outdoors! es una suerte de función electrónica con cierta forma de rock progresivo al construir sus elementos mediante movimientos. Recuerda de un modo cercano las formas del rock de los setenta, mostrando influencias extrañas de tipo sinfónico, como el efecto que simula unas campanadas, una flauta, un tintineo y una melodía acompasada. De algún modo, es un tema rítmico, casi tétrico en su construcción triste, pero consigue una forma de minimalismo en plena época de transición de un DM experimental hacia una forma más concreta de exploración de sonidos.

## Lista de posiciones
| Lista de canciones (1983) | Mejor posición | Certificación | Ventas     |
| ------------------------- | -------------- | ------------- | ---------- |
| Francia                   |                |               | 100,000+   |
| Lista de álbumes alemana  | 7              | Oro           | 450,000+   |
| Italia                    |                |               | 75,000+    |
| Holanda                   | 34             |               | 20,000+    |
| España                    |                |               | 50,000+    |
| Lista de álbumes sueca    | 12             |               | 50,000+    |
| Lista de álbumes suiza    | 21             |               |            |
| UK Albums Chart           | 6              | Oro           | 200,000+   |
| US Billboard 200          |                |               | 300,000+   |
| Ventas en Europa          |                |               | 1,210,000+ |
| Ventas mundiales          |                |               | 2,800,000+ |